# Guavatá
Guavatá est une municipalité colombienne située dans le département de Santander.